# Chrysoblastella chilensis
Chrysoblastella chilensis là một loài rêu trong họ Ditrichaceae. Loài này được Mont. Reimers mô tả khoa học đầu tiên năm 1926.